# Miss Universo Chile
Miss Universo Chile is de nationale jaarlijkse missverkiezing van het Zuid-Amerikaanse land Chili en de voorverkiezing voor de internationale verkiezing Miss Universe.

## Geschiedenis
De Miss Chili-verkiezing ontstond in 1952 en wordt sindsdien jaarlijks gehouden, enkele jaren uitgezonderd. Het tijdschrift Eva hield de eerste verkiezing. De winnares neemt voor Chili deel aan de internationale verkiezing Miss Universe. Chili won die verkiezing eenmaal, in 1987.

## Winnaressen
| Jaar | Winnares                          | Herkomst     | Plaats Miss Universe |
| ---- | --------------------------------- | ------------ | -------------------- |
| 2022 | Sofía Nieves Depassier Sepúlveda  | Santiago     |                      |
| 2021 | Antonia Figueroa Alvarado         | Coquimbo     |                      |
| 2020 | Daniela Nicolás Gómez             | Atacama      |                      |
| 2019 | Geraldine González Martínez       | Santiago     |                      |
| 2018 | Andrea Díaz Nicolás               | Santiago     |                      |
| 2017 | Natividad Leiva Bello             | Santiago     |                      |
| 2016 | Catalina Cáceres Ríos             | Santiago     |                      |
| 2015 | María Belén Jerez Spuler          | Valparaíso   |                      |
| 2014 | Hellen Marlene Toncio             | Talca        |                      |
| 2013 | María Jesús Matthei               | Santiago     |                      |
| 2012 | Ana Luisa König Browne            | Santiago     |                      |
| 2011 | Vanessa Ceruti Vásquez            | Santiago     |                      |
| 2010 | -                                 |              |                      |
| 2009 | -                                 |              |                      |
| 2008 | -                                 |              |                      |
| 2007 | -                                 |              |                      |
| 2006 | Belén Montilla                    | Santiago     |                      |
| 2005 | Renata Ruiz                       | Santiago     |                      |
| 2004 | Gabriela Barros                   | Viña del Mar | Halvefinaliste       |
| 2003 | -                                 |              |                      |
| 2002 | Nicole Rencoret                   | Santiago     |                      |
| 2001 | Carolina Gámez                    | Santiago     |                      |
| 2000 | Francesca Sovino                  | Quillota     |                      |
| 1999 | Andrea Muñoz                      | Santiago     |                      |
| 1998 | Claudia Arnello                   | Santiago     |                      |
| 1997 | Claudia Delpín                    | Iquique      |                      |
| 1996 | Andrea L'Huillier                 | Santiago     |                      |
| 1995 | Paola Falcone                     | Santiago     |                      |
| 1994 | Constanza Barbieri                | Santiago     |                      |
| 1993 | Savka Pollak                      | Santiago     |                      |
| 1992 | Marcela Vacarezza                 | Santiago     |                      |
| 1991 | Cecilia Alfaro                    | Santiago     |                      |
| 1990 | Uranía Haltenhoff                 | Antofagasta  | Finaliste (Top 6)    |
| 1989 | Macarena Mina                     | Santiago     | Halvefinaliste: 10e  |
| 1988 | Verónica Romero                   | Viña del Mar |                      |
| 1987 | Cecilia Bolocco                   | Santiago     | Miss Universe 1987   |
| 1986 | Mariana Villasante                | Santiago     | Halvefinaliste: 9e   |
| 1985 | Claudia Van Sint Jan Del Pedregal | San Fernando | Halvefinaliste: 8e   |
| 1984 | Carol Bähnke                      | Viña del Mar |                      |
| 1983 | Josefa Isensee                    | Santiago     |                      |
| 1982 | Jenny Purto                       | Melipilla    |                      |
| 1981 | Soledad Hurtado                   | Viña del Mar |                      |
| 1980 | Gabriela Campusano                | Viña del Mar |                      |
| 1979 | Cecilia Serrano                   | Santiago     |                      |
| 1978 | Marianne Müller                   | Santiago     | Halvefinaliste: 7e   |
| 1977 | Priscilla Brenner                 | Santiago     |                      |
| 1976 | Verónica Sommers                  | Valdivia     | Halvefinaliste       |
| 1975 | Raquel Argandoña                  | Santiago     |                      |
| 1974 | Rebeca González                   | Santiago     |                      |
| 1973 | Wendy Robertson                   | Santiago     |                      |
| 1972 | Consuelo Fernández                | Santiago     |                      |
| 1971 | -                                 |              |                      |
| 1970 | Soledad Errázuriz                 | Santiago     |                      |
| 1969 | Mónica Larson                     | Santiago     | Halvefinaliste       |
| 1968 | Danae Sala                        | Santiago     | Halvefinaliste       |
| 1967 | Ingrid Vila                       | Antofagasta  |                      |
| 1966 | Stella Dunnage                    | Concepción   |                      |
| 1965 | -                                 |              |                      |
| 1964 | Patricia Herrera                  | Viña del Mar |                      |
| 1963 | -                                 |              |                      |
| 1962 | -                                 |              |                      |
| 1961 | Gloria Silva                      | Santiago     | Halvefinaliste       |
| 1960 | Marinka Pohlhammer                | Santiago     |                      |
| 1959 | -                                 |              |                      |
| 1958 | Raquel Molina                     | Quilpué      | Halvefinaliste       |
| 1957 | -                                 |              |                      |
| 1956 | Concepción Obach                  | Santiago     |                      |
| 1955 | Rosita Merello                    | Antofagasta  |                      |
| 1954 | Gloria Leguisos                   | Tocopilla    | Halvefinaliste       |
| 1953 | -                                 |              |                      |
| 1952 | Esther Saavedra                   | Santiago     |                      |